# Jorge Eugenio Ortiz Gallegos
Jorge Eugenio Ortiz Gallegos (Morelia, Michoacán, 23 de abril de 1925 – Ciudad de México, 19 de mayo de 2010) fue un escritor, politólogo y político mexicano.

## Biografía
Jorge Eugenio Ortiz Gallegos nació en la ciudad de Morelia, Michoacán el 23 de abril de 1925. Fue el quinto hijo de los doce nacidos del matrimonio entre Ma. de la Luz Gallegos Ponce de León y Leonardo Ortiz Patiño. Cursó la primaria en el Colegio Salesiano de Morelia, mismo que fue expropiado durante el sexenio de Lázaro Cárdenas, como parte del proyecto de educación laica con el objetivo de dar alojamiento a los niños refugiados españoles. Estudió letras en el Montezuma College en Nuevo México y se graduó en filosofía en la Universidad Católica de América en Washington, D. C., además de estudios de posgrado en el Instituto Tecnológico y de Estudios Superiores de Monterrey y en el Instituto Panamericano de Alta Dirección de Empresa.
Inició sus actividades políticas como opositor al gobierno de Lázaro Cárdenas del Río en Michoacán, cercano a Manuel Gómez Morín ingresó al Partido Acción Nacional que en 1962 lo postuló como candidato a Gobernador de Michoacán, elección en que fue derrotado por el candidato del PRI Agustín Arriaga Rivera. Fue elegido diputado federal por representación proporcional a la LIII Legislatura de 1985 a 1988 y posteriormente formó junto a otros panistas como José González Torres, Pablo Emilio Madero, Jesús González Schmall y Bernardo Bátiz, entre otros, el denominado Foro Democrático y Doctrinario, que se oponía a los acuerdos políticos entre el PAN dirigido por Luis H. Álvarez y el gobierno de Carlos Salinas de Gortari que le llevó a renunciar al PAN en 1992.
Fue editorialista decano del diario El Universal. Su primer artículo en el diario fue escrito el 19 de octubre de 1953,[cita requerida] con motivo de la muerte de Carlos Septién García, entonces director de la Revista de la Semana, editada por El Universal.
Posteriormente a esto continuó ejerciendo su carrera de periodista y falleció en la Ciudad de México,el 19 de mayo de 2010.

## Libros Publicados
- Noche de Crucifixión (1941) (Poesía)
- Del Jengibre y la Rosa (1950) (Poesía)
- Estación de Amor (1955)  (Poesía)
- Almera (1955) (Poesía)
- Carlos Septién García (1953) (Biográfico)
- Por la Libertad y la Justicia (1979)
- Manifiesto al Pueblo de Michoacán (1962) (Poesía)*
- Mi alma ha visto Nueva York. (1964) (Poesía)
- Urías en Tlaltelolco (1968) (Teatro)
- Mono, Perico y Poblano (1969)
- Alerta Madrigales (1985)
- La Deuda Externa en México, Coyuntura de una economía enferma (1989)
- El Papel del Estado en la Economía (1989)
- La Herida de Dios (1993)
- Poesía Religiosa Mexicana Siglo XX (1998)
- Tiempos de Repensar, Un alto en la vorágine de la comunicación (2003)
- El Manifestador Procesional de la Catedral de Morelia, Hallazgo, Restauración y Antecedentes (2007)

(*) La fecha corresponde al momento de su elaboración y no de su publicación